# Censos provinciales de Augusto
Los censos provinciales de Augusto son un conjunto de registros censales de población no simultáneos, realizados durante el principado de Augusto en varias provincias del Imperio Romano.  

## Censo de ciudadanos y censo de población
Se conocen dos tipos de censo dentro de la administración romana, existentes en diferentes períodos: los censos de ciudadanos, en los que solamente se registraba a los individuos que poseían la ciudadanía romana, y eran similares a los actuales censos electorales, y, posteriormente, los censos de población, donde se registraba a los habitantes de las provincias del imperio, muchas veces incluyendo registro de propiedades o “catastro”. 
Los primeros censos de ciudadanos son atribuidos según Tito Livio al reformador político militar Servio Tulio; y son altamente valorados como parte esencial de su administración tanto en la paz como en la guerra.
Por su parte, los censos de población por todo el Imperio, también llamados censos provinciales, comenzaron a realizarse durante el gobierno de Augusto. 
En su relevante obra “Aspectos Jurídicos del Censo Romano”, el investigador Pedro Cañas sostiene que:

“En la época de Augusto se realizan censos de población que abarcan a todas las provincias, si bien parece verosímil que dada la complicación de las operaciones censales no se desarrollaran simultáneamente en todas ellas. En cualquier caso es a partir de esta etapa cuando se deben separar nítidamente los censos de población de los censos de ciudadanos”
Pedro Cañas

## Censos provinciales a lo largo del Imperio
Evidencia documental y epigráfica
Existen registros epigráficos y documentales de los censos de población en la Galia y España, que fueron repetidos por Druso en 12 a. C., y por Germánico en 12-14 d. C.
Hay pruebas respecto a un censo en Egipto en 10–9 a. C. (el primero de una serie llevada a cabo cada 14 años).
Flavio Josefo describe el censo de Judea en 6 d. C. realizado por Quirino y que provocó una revuelta nacionalista judía. 

“Judas, un gaulanita nacido en el pueblo de Gamalis, con la adhesión del fariseo Saduco, incitó al pueblo a que se opusiera. El censo, decían, era una servidumbre manifiesta, y exhortaron a la multitud a luchar por la libertad”
Antigüedades Judías XVIII, 1. 37

Este suceso asociado al censo, también es mencionado por Lucas en su libro Hechos de los Apóstoles: 

“Después de él surgió Judas el galileo, en los días del censo, y logró que la gente lo siguiera.
 Hechos 5:37

Este mismo censo es el mencionado en el evangelio de Lucas, “cuando Quirino era gobernador de Siria”, y también hace una referencia a un edicto de Augusto para realizar censos de población en el Imperio.

"Este primer censo se hizo siendo Cirenio gobernador de Siria."
Lucas 2:2

"Aconteció en aquellos días, que se promulgó un edicto de parte de Augusto César, que todo el mundo fuese empadronado"
Lucas 2:1

## Opinión historiográfica
Schürer, Zumpt, Marquardt y Sherman-White están de acuerdo en que, durante el principado de Augusto, se realizaron censos en “muchas provincias”.
No obstante, todos los historiadores también concuerdan en la no simultaneidad de los procesos censarios, a pesar de provenir de la decisión del emperador.
Esto también se debía a las características del propio proceso, que incluía una primera parte (apographe, gr. registro) donde los individuos (y sus propiedades) debían presentarse a la oficina de registro y una segunda parte (apotimesis gr. evaluación) que correspondía a la tasación del impuesto sobre el anterior registro. Stauffer registra un censo de la Galia que duró 40 años. 

## Censos de población y las Res Gestae
Ninguno de los censos de población aparece en la breve memoria imperial de Augusto conocida como Res Gestae. El registro de la Res Gestae incluye solo los tres censos de ciudadanos romanos realizados por Augusto.

“Tres veces depuré al Senado, y en el sexto consulado, teniendo como colega a Marco Agripa, hice el censo de la población. Celebré la ceremonia lustral después de cuarenta y dos años, y en esta ocasión fueron registrados cuatro millones sesenta y tres mil ciudadanos romanos.

Por segunda vez hice el “Lustrum”, revestido del poder consular con imperio único, bajo el consulado de C. Censorino y C. Ansinio, y en esta ocasión fueron registrados cuatro millones doscientos treinta y tres mil ciudadanos romanos.

Y por la tercera vez, investido del poder consular con imperio, teniendo como colega a mi hijo Tiberio César, realice la ceremonia lustral bajo el consulado de Sesto Pompeyo y de Sesto Apuleyo, y en esta ocasión fueron registrados cuatro millones novecientos treinta y siete mil ciudadanos."

Una de las razones probables por las que no se mencione ningún censo de población, es el carácter explícitamente tradicionalista de las Res Gestae; alineado con la intencionalidad política imperante en el Principado de revestir al Imperio de los ideales y las costumbres de la Roma republicana.
Por otra parte, el historiador Dion Casio registra otro censo realizado por Augusto en el año 4 d. C., que curiosamente tampoco aparece en la Res Gestae; corroborando su carácter testimonial no exhaustivo.